# Karmiel
Karmiel (tiếng Hebrew: כרמיאל, tiếng Ả Rập: كرميئيل) là một thành phố Israel. Thành phố thuộc quận Bắc. Thành phố có diện tích 19,188 km2, dân số năm 2009 là 44.100 người.